# Defenders
De Defenders, ofwel de Verdedigers, zijn een inactief fictief superheldenteam uit de gelijknamige comics van Marvel Comics. Het team bevocht vooral mystieke en bovennatuurlijke bedreigingen.
De originele en meest populaire incarnatie werd geleid door Dr. Strange, en bevatte verder de Silver Surfer, Hulk en Namor the Sub-Mariner, allemaal populaire superhelden. Ze verschenen voor het eerst als team in Marvel Feature #1 (december 1971).
Het team verscheen van 1972 tot 1986 in een aantal series met verschillende teamsamenstellingen. In 1986 was de naam inmiddels veranderd naar New Defenders. Het concept werd later gemodificeerd naar de Secret Defenders serie, die liep van 1993 tot 1995. In deze laatste serie stelde Dr. Strange telkens een team samen voor een enkele missie. Recentelijk publiceerde Marvel een paar miniseries over het originele team.

## Geschiedenis
Twee leden van de Defenders, de Hulk en Namor the Sub-Mariner, verschenen al in twee crossover verhaallijnen nog voor de officiële oprichting van het Defenders team. De eerste was in Doctor Strange #183 (november 1969) - Sub-Mariner #22 (Februari 1970) en The Incredible Hulk #126 (April 1970). Deze crossover bevatte ook Dr. Strange. De tweede verhaallijn vond plaats in Sub-Mariner #34 en #35 (februari-maart 1971), waarin Sub-Mariner de hulp inroept van Silver Surfer en Hulk.
De Defenders verschenen voor het eerst als team in Marvel Feature #1 (December, 1971), waarin de oprichters samenkwamen om de buitenaardse techno-tovenaar Yandroth te stoppen, en besloten om voortaan samen te werken.
De bekendste en meest prominente leden van de Defenders zijn Dr. Strange, Hulk, Silver Surfer, Namor the Sub-Mariner, Nighthawk, Valkyrie en Hellcat. Een groot aantal andere helden vocht met de Defenders mee, waarvan een aantal ook "officiële" leden werden. Andere belangrijke leden waren: Devil-Slayer, Son of Satan, Clea, Moondragon, de Gargoyle, Beast, Iceman, en Archangel.
Vanaf deel #125 werd de naam van Defenders veranderd naar New Defenders aangezien de “grote vier” (Dr. Strange, Silver Surfer, Hulk en Namor) gedwongen waren het team te verlaten, en de vier oprichters daarmee dus verdwenen. De overgebleven groep van Defenders ging uit elkaar in New Defenders #152, aangezien een aantal leden leken te zijn omgekomen, en de anderen (Beast, Archangel en Iceman) zich bij X-Factor.
Enkele jaren later organiseerde Dr. Strange een nieuw team genaamd de "Secret Defenders" , waarvan de samenstelling per missie varieerde. Een aantal populaire helden verschenen in deze serie, waaronder de "New Fantastic Four" (Spider-Man, Wolverine, de Hulk en Ghost Rider). De superschurk Thanos stelde ook een team genaamd de "Secret Defenders" samen gedurende deze periode, hoewel dat team niets te maken had met Strange’ groep. Leiderschap van het team ging uiteindelijk over op Dr. Druid, die zijn eigen dood in scène zette in Secret Defenders #25, het laatste deel in de serie.
De Defenders kwamen kort weer bij elkaar in Defenders (volume 2) #1-12. Een Defenders miniserie van vijf delen verscheen in Juli 2005, geschreven door Keith Giffen, J. M. DeMatteis en Kevin Maguire. Hierin stelde Dr. Strange het team nog eenmaal samen om Dormammu te bevechten.

## Lidmaatschap

### "Ware" Defenders
Een Defender-lidmaatschap was vaak maar van korte duur, en de teamsamenstelling veranderde geregeld. Naast de drie oprichters Dr. Strange, Namor the Sub-Mariner en de Incredible Hulk zijn de Silver Surfer, Valkyrie, Nighthawk, Hellcat, en Gargoyle wel het bekendst.

### "Defenders for a Day"
Dit is een verhaallijn gepubliceerd in de delen #63-65 van de originele Defenders reeks.
Tientallen helden probeerden hierin bij de Defenders te komen, maar allemaal verlieten ze het team vrijwel direct weer om verschillende redenen. De meeste omdat ze teleurgesteld waren over de huidige leden. Onder hen waren Falcon, Marvel Man, Captain Marvel, Miss Marvel, Torpedo, Stingray, Havok, Polaris, Black Goliath, White Tiger, Captain Ultra en Tagak the Leopard Lord.

### Valse Defenders
Dezelfde verhaallijn bevatte ook een aantal schurken die zich voor probeerden te doen als de nieuwe Defenders. Dit om de autoriteiten en het volk te verwarren terwijl ze overvallen pleegden. Leden waren de androïde versies van Libra en Saggitarius, en Beetle, Batroc the Leaper, Shocker en anderen.

### Secret Defenders
Deze groep wordt vaak gezien als een voortzetting van de originele Defenders, ondanks dat het team een heel andere samenstelling en doelen heeft. De samenstelling van dit team was nog veranderlijker dan dat van de originele Defenders, aangezien voor elke missie een nieuw team werd samen gesteld. Wel bevatte elk team Dr. Strange of Dr. Druid als leider. Enkele leden waren War Machine, Darkhawk, Thunderstrike, Wolverine, Spider-Woman II, Ant-Man, Iceman, Nomad, en vele anderen.

## Defenders in andere media

### Televisie
On-demanddienst Netflix en Marvel hebben de handen ineengeslagen om samen de eerste Defenders-miniserie te maken. Het team bestaat hierin uit Daredevil, Jessica Jones, Luke Cage en Iron Fist (allen hebben vooraf hun eigen serie gehad.) In deze serie vechten zij onder andere tegen Elektra. Alle afleveringen van deze serie komen uit op 18 augustus. 
The Defenders verschenen eerder in de animatieseries Justice League en Justice League Unlimited, die beide een aflevering hebben waarin een subgroep voorkomt bestaande uit superhelden van DC Comics die een soort Defenders team vormen, en daarbij de rollen van hun Marvel tegenhangers overnemen.
Hun leden (en Marvel tegenhangers) waren:
- Doctor Fate - (Doctor Strange)
- Aquaman - (Namor The Sub-Mariner)
- Hawkgirl - (Valkyrie/Nighthawk)
- Solomon Grundy - (De Hulk)
- Amazo - (Silver Surfer)

- De Defenders worden verder genoemd in de eerste aflevering van Spider-Man: The Animated Series.

### Videospellen
Alle vier oprichters van de Defenders verschenen in het computerspel Marvel: Ultimate Alliance. Dr. Strange en de Silver Surfer moeten worden “ontsloten” door bepaalde missies te halen. Namor en Bruce Banner verschijnen alleen als NPC karakters. Gebruikmaken van een team bestaande uit Dr. Strange, Silver Surfer, Iceman en Luke Cage levert een zogenaamde “Defenders bonus” op.

## Ultimate Defenders
In het Ultimate Marvel universum zijn de Defenders een groep van amateurhelden die zich vaak als superhelden voordoen. Geen van hen beschikt over superkrachten, hoewel ze wel vol blijven houden dat ze ervaren misdaadbestrijders zijn. Henry Pym sloot zich bij hen aan als Ant-Man, tot groot genoegen van de andere leden (die blij waren dat er nu eindelijk een “echte” superheld in hun team zat). Hun eerste gezamenlijke missie was een ramp, en behoorlijk gênant voor Henry Pym. Het Ultimate Defenders team bestaat uit Luke Cage, Hellcat, Nighthawk, Valkyrie, Black Knight, en Son of Satan.
De leden van het team kunnen er niet tegen dat karakters zoals Spider-Man (in deze realiteit nog een tiener) als helden worden gezien, maar zij niet. De Defenders lijken ook meer geïnteresseerd in beroemd worden dan daadwerkelijk heldendaden verrichten.